# Jacques Stockman
Pour les articles homonymes, voir Stockman.
Jacques Jacky Stockman (souvent surnommé Zorro Stockman), est un footballeur belge né le 8 octobre 1938 à Renaix (Belgique) et mort le 4 mai 2013 à Waregem.

## Biographie
Débutant au RFC Renaisien, il est recruté par le RSC Anderlecht en 1957. Il joue dans le club bruxellois neuf saisons, évoluant comme avant-centre. Il remporte avec cette équipe six titres nationaux, en 1959, 1962, 1964, 1965 et 1966. il est également meilleur buteur du championnat de Belgique en 1962.
Il joue 32 matchs et marque 13 buts en équipe de Belgique.

## Palmarès
- International de 1958 à 1967 (32 sélections et 13 buts marqués)
- Champion de Belgique en 1959, 1962, 1964, 1965 et 1966 avec le RSC Anderlecht
- Meilleur buteur du Championnat de Belgique en 1962 (29 buts)